# Танака Котаро
Тана́ка Котаро́ (яп. 田中耕太郎, たなかこうたろう; 1890—1974) — японський науковець, юрист. 

## Життєпис
Народився в префектурі Каґосіма. 
Професор Токійського університету. Досліджував проблеми торговельного права та філософію права. Після Другої світової війни працював міністром культури, головою Верховного Суду Японії і суддею Міжнародного суду ООН. Нагороджений японським Орденом культури. 
Автор «Теорії всесвітнього права» та інших праць з юриспруденції.